# 小埔社
小埔社，是台灣南投縣埔里鎮的一個傳統地域名稱，位於該鎮西北部。相較於今日行政區，其範圍大致包括廣成里南部不含西南端凸出部分、合成里東半部的中央及東南側。

## 歷史
台灣清治末期至日治初期，小埔社地區為一街庄，稱為「小埔社庄」，隸屬於埔里社堡。該庄東北與蕃地為鄰，東南與史港坑庄為鄰，西南邊及西北邊為水尾庄。
1901年（日治明治三十四年）11月，全台廢縣廳改設二十廳，該庄隸屬於南投廳。1903年（明治三十六年）6月，該庄編入「埔西區」，隸屬於南投廳。1909年（明治四十二年）10月，合併二十廳為十二廳，埔西區仍隸屬於南投廳。1920年（大正九年），全台地方制度大改正，廢十二廳改設五州二廳，該庄改制為「小埔社」大字，隸屬於臺中州能高郡埔里街。
戰後埔里街改制為埔里鎮，隸屬於臺中縣，大字亦改制為里。1950年10月，中、彰、投分治，埔里鎮改隸屬南投縣。

## 聚落
本地區發展較早的聚落有下水蛙堀、小埔社、食水坑、三條崙、大平頂等，在日治期初期的官方地圖上已有記載。此外，本地區尚有冷水坑聚落。

## 交通
省道台21線（西安路三段～二段）是台中市東勢區天冷至南投縣信義鄉塔塔加的幹道，大致以北北東—南南西走向由本地區北部邊界西側入境，經大坪頂聚落後轉東南蜿蜒而行，經冷水坑、三條崙、小埔社等聚落後轉南南東於本地區東南部邊界出境。由該道路向北北東可前往國姓東北部、新社東南部、東勢南端並止於省道台8線路口；向南南東轉東南再轉南南西經眉溪牛眠橋後轉西繞經埔里市區西郊轉南南西可前往魚池、水里東南部、信義、和社、塔塔加等地。
鄉道投73線（永豐路）是小埔社至坪頭的道路，其東北側端點位於本地區東南部的省道台21線路口。由此向西北轉南南西再轉西南西再轉西南，至邊界地帶轉西南西出境後，轉西南可前往水尾中南部、房里西端、牛相觸西北部並止於省道台14線路口。
鄉道投73-1線（無名道路）是八潘崎（實際起點在大平頂）至向善一號橋的道路，其北側端點位於本地區西北部大平頂聚落的省道台21線路口。由此向西北出境後，轉西南再轉南南西可前往水尾地區的北寮、水流東等聚落後，轉南南東再經閂門棍、坑內等聚落，止於向善壹號橋西南側的鄉道投73線轉角路口。
鄉道投75線（中正路）是四角城（實際起點在史港坑與小埔社之間）至城裡的道路，其北側端點位於本地區東南部近邊界地帶的省道台21線路口。由此向南南西出境後轉南南東，可前往史港坑中部、牛眠山西端、大肚城、大肚城與埔里市區交界地帶、埔里市區並止於省道台14線、台21線共線路口。

## 學校
- 史港國小